# Platiny
Pour l’article ayant un titre homophone, voir Platini (homonymie).
Higor Inácio Platiny de Oliveira Rodrigues, dit Platiny, né le 2 octobre 1990 à Goiânia (Goiás, Brésil), est un footballeur brésilien évoluant au poste d'avant-centre. Depuis 2012, il joue au Portugal, en étant actuellement lié au club de Chaves.

## Biographie
Après avoir débuté dans le championnat régional du Goias, il est prêté au club portugais du CD Feirense en 2012. Ses bons résultats (neuf buts inscrits en deuxième division) intéressent le club de Braga, qui le fait jouer pendant une saison avec son équipe B (2013-2014). En 2014, il est transféré au Desportivo Aves, où il marque sept buts en D2, avant de revenir à Feirense en 2015. Il contribue grandement à la remontée de l'équipe en première division portugaise en 2016, avec 17 buts inscrits en deuxième division. 
L'année suivante, il participe à 22 matches de première division, pour six buts. Le 1er juillet 2017, il est transféré à Chaves, toujours en première division.